# Złodziej z Bagdadu (film 1993)
Złodziej z Bagdadu (ang. The Thief and the Cobbler) – amerykański film animowany z 1993 roku.
Film był w produkcji od 1964 roku do 1993 roku, łącznie 29 lat, bijąc tym samym rekord Guinnessa należący do Nizin z 1954 roku.

## Fabuła
Życie w Bagdadzie toczyło się spokojnie i bezpiecznie, ponieważ miasta strzegły trzy Złote Kule. Związana z nimi stara przepowiednia głosiła, że jak znikną, Bagdad czeka zagłada. Wówczas ratunkiem stanie się najzwyklejszy przedmiot w rękach najzwyklejszego z ludzi. Za sprawą wezyra Zygzaka do pałacu trafiają szewczyk Ćwiek, który zakochuje się w księżniczce Yum-Yum oraz złodziej, który w międzyczasie ukradł Złote Kule.

## Obsada
| Postać                        | Oryginalna wersja (The Thief and the Cobbler)                                                                     | wersja Allied Filmmakers (The Princess and the Cobbler) | wersja Miramax (Arabian Knight) |
| ----------------------------- | --- | --- | --- |
| Szewczyk Ćwiek (dialogi)      | nieznany (jedna kwestia)                                                                                          | Steve Lively | Matthew Broderick |
| Szewczyk Ćwiek (śpiew)        | – | Steve Lively | Steve Lively |
| Narrator                      | Felix Aylmer | Steve Lively | Matthew Broderick |
| księżniczka Yum-Yum (dialogi) | Sara Crowe | Bobbi Page | Jennifer Beals |
| księżniczka Yum-Yum (śpiew)   | – | Bobbi Page | Bobbi Page |
| wielki wezyr Zygzak           | Vincent Price | Vincent Price | Vincent Price |
| złodziej                      | – | Ed E. Carroll | Jonathan Winters |
| sułtan                        | Anthony Quayle | Clive Revill Anthony Quayle (jedna scena) | Clive Revill Anthony Quayle (jedna scena) |
| sęp Fido                      | Donald Pleasence                                                                                                  | Donald Pleasence | Eric Bogosian |
| Jednooki                      | Christopher Greener                                                                                               | Kevin Dorsey | Kevin Dorsey |
| herszt Pułap                  | Windsor Davies | Windsor Davies | Windsor Davies |
| niania                        | Joan Sims | Mona Marshall | Toni Collette |
| Wiedźma                       | Joan Sims | Mona Marshall | Toni Collette |
| umierający żołnierz           | Clinton Sundberg                                                                                                  | Clinton Sundberg | Clinton Sundberg |
| zbóje (dialogi)               | Richard Williams Joss Ackland Peter Clayton Derek Hinson Declan Mulholland Mike Nash Dermot Walsh Ramsay Williams | Richard Williams Joss Ackland Peter Clayton Derek Hinson Declan Mulholland Mike Nash Dermot Walsh Ramsay Williams Tony Scannell Geoff Golden Rik Mayall          | Richard Williams Joss Ackland Peter Clayton Derek Hinson Declan Mulholland Mike Nash Dermot Walsh Ramsay Williams Tony Scannell Geoff Golden Rik Mayall          |
| zbóje (śpiew)                 | – | Randy Crenshaw Kevin Dorsey Roger Freeland Nick Jameson Bob Joyce Jon Joyce Kerry Katz Ted King Michael Lanning Raymond McLeod Rick Charles Nelson Scott Rummell | Randy Crenshaw Kevin Dorsey Roger Freeland Nick Jameson Bob Joyce Jon Joyce Kerry Katz Ted King Michael Lanning Raymond McLeod Rick Charles Nelson Scott Rummell |

## Wersja polska
Wersja polska: Master Film

Reżyseria: Miriam Aleksandrowicz

Dialogi: Elżbieta Kowalska

Dźwięk: Urszula Ziarkiewicz

Montaż: Ryszard Lenartowicz

Teksty piosenek: Ryszard Skalski, Krzysztof Lipka-Chudzik

Opracowanie muzyczne: Eugeniusz Majchrzak

Kierownik produkcji: Adam Wieluński
Wystąpili:
- Jacek Bończyk –
  - Szewczyk Ćwiek,
  - jeden ze zbójów
- Olga Bończyk – księżniczka Yum-Yum
- Andrzej Grabarczyk – złodziej
- Jacek Czyż – 
  - wielki wezyr Zygzak,
  - jeden ze zbójów
- Włodzimierz Bednarski – sułtan
- Mieczysław Morański – 
  - sęp Fido,
  - jeden ze zbójów
- Dariusz Odija – herszt Pułap
- Joanna Wizmur – niania
- Anna Apostolakis – Wiedźma
- Krzysztof Zakrzewski – jeden ze zbójów
- Wojciech Paszkowski – jeden ze zbójów
- Paweł Szczesny – jeden ze zbójów

Lektor: Jerzy Dominik
Piosenki wykonali:
- „Czegoś mi brak...” – Olga Bończyk
- „Czy to miłość jest?” – Olga Bończyk, Jacek Bończyk
- „Tak to bywa, gdy nie kończy się szkół” – Dariusz Odija, Krzysztof Zakrzewski, Jacek Bończyk, Jacek Czyż, Mieczysław Morański